# 法夫里亚
法夫里亚（意大利语：Favria），是意大利北部皮埃蒙特大区都灵省的一个市镇。总面积14.85平方公里，总人口5320，人口密度358.2人/平方公里（2010年12月31日）。